# Argyrogramma rutila
Argyrogramma rutila là một loài bướm đêm trong họ Noctuidae.